# DARTSLIVE
ダーツライブ (DARTSLIVE) とは、株式会社ダーツライブが販売するソフトダーツにおけるダーツマシンである。

## 概要
ダーツライブ社はDARTSLIVE NETWORK SERVICEを運営する為、株式会社セガ（後の株式会社セガゲームス）の子会社ヒットメーカーとアメリカのメダリスト・マーケティング・コーポレーションの合併により設立された会社であり、このDARTSLIVE NETWORK SERVICEにおいて使用する機材として開発された機材がDARTSLIVEである。
内容としては、専用機材ではなく、メダリスト社が製造するspectrumシリーズのダーツマシンにDARTSLIVE CVTキットを付属させたものとなる。この為、「spectrum DARTSLIVE」と呼ばれることも多い。また、現在ではエムジェイ・スポート株式会社が製造するENGLISH CLASSICシリーズのダーツマシンにも付属させられるようになっている。
なお、2008年12月より後継機種であるDARTSLIVE2が発表、発売されている。(こちらはEXタイプ及びDXタイプが専用機材として、DELLが製造している。)さらに2017年にはDARTSLIVE3が登場する。

## 特徴・仕様

### 特徴
DARTSLIVEは上記のように、既存のダーツマシンにCVTキットを取り付けたものである為、最大の特徴はDARTSLIVE NETWORK SERVICEを介して様々なサービスを受けることが出来る点となる。また、CVTキットを取り付けたものがDARTSLIVEとなる為、プレイできる内蔵ゲーム等はspectrumシリーズとほぼ共通している。
なお、CVTキットを取り付けてDARTSLIVE化できるダーツマシンは以下の通りである。
- メダリスト社製
  - Spectrum Avanti
  - Spectrum Avanti Elite
  - Spectrum e-TEC
- エムジェイ・スポート社製
  - ENGLISH CLASSIC/MATRIX

### 内蔵ゲーム
DARTSLIVE社が提供している機体に内蔵されているゲームは以下の通りである。

#### DARTSLIVE2
01GAMES
- ゼロワンゲーム

CRICKETGAMES
- スタンダードクリケット
- カットスロート
- ランダムクリケット
- ヒドゥンクリケット
- セレクトクリケット
- オールナンバークリケット

PRACTICEGAMES
- カウントアップ
- クリケットカウントアップ
- イーグルズアイ
- ハーフイット
- シュートアウト
- マルチプルカウントアップ

GAMES PARTY
- ラッキーバルーン

- 飲飲！-ヤムヤム-

- キャッスルボンバー
- サバイバー

アンダーザハット
- セブンスヘブン
- ビッグブル

#### DARTSLIVE3
01 GAMES
- 01 GAMES

CRICKET
- STANDARD CRICKET
- HIDDEN CRICKET

PRACTICE
- CENTER COUNT-UP
- SKILL CHECK
- COUNT-UP
- CRICKET COUNT-UP
- SHOOT OUT
- HALF-IT
- EAGLE’S EYE

PARTY
- WALL BREAKER
- survivor
- FISH TRIANGLE
- FISH TRIANGLE
- 飲飲DX-ヤムヤム-
- LUCKY BALLOON
- BIG BULL

MATCH
- MATCH

ONLINEMATCH
- LIVE MATCH

### 表示されるアワード
- ONEBULL
- LOW TON
- HATTRICK
- THREE IN A BED
- HIGH TON
- TON80
- WHITE HOUSE
- THREE IN THE BLACK